# Bjelovar Greenhorns
I Bjelovar Greenhorns sono una squadra di football americano, di Bjelovar, in Croazia, fondata nel 2008. Hanno vinto 2 campionati croati di flag football.

## Dettaglio stagioni

### Tornei

#### Tornei nazionali

##### Campionato

###### HFL
| Stagione | regular season | regular season | regular season | regular season | regular season | regular season | playoff | playoff | playoff | playoff | playoff | playoff    | playoff         |
|          | Vin            | Par            | Per            | Tot            | PF             | PS             | Vin     | Per     | Tot     | PF      | PS      | risultato  | avversaria      |
| -------- | -------------- | -------------- | -------------- | -------------- | -------------- | -------------- | ------- | ------- | ------- | ------- | ------- | ---------- | --------------- |
| 2015     | 0              | 0              | 3              | 3              | 19             | 108            | 0       | 1       | 1       | 0       | 23      | Semifinale | Zagreb Patriots |
| 2016     | 0              | 0              | 3              | 3              | 28             | 58             | 0       | 1       | 1       | 6       | 16      | Semifinale | Osijek Cannons  |
| 2017     | 0              | 0              | 3              | 3              | 18             | 74             | -       | -       | -       | -       | -       | -          | -               |
| 2018     | 1              | 0              | 3              | 4              | 16             | 88             | -       | -       | -       | -       | -       | -          | -               |
| Totale   | 1              | 0              | 12             | 13             | 81             | 328            | 0       | 2       | 2       | 6       | 39      |            |                 |

Fonti: Enciclopedia del Football - A cura di Roberto Mezzetti

## Palmarès
- 2 HFFL (2009, 2013)